# مرکز ملی هوانوردی رانتول
مرکز ملی هوانوردی رانتول (به انگلیسی: Rantoul National Aviation Center) (به زبان بومی: Frank Elliott Field) یک فرودگاه همگانی بهره‌برداری هوایی است که یک باند فرود آسفالت دارد و طول باند آن ۱۵۲۴ متر است. این فرودگاه در کشور ایالات متحده آمریکا قرار دارد و در ارتفاع ۲۲۵ متری از سطح دریا واقع شده است.